# Aclista folia
Aclista folia är en stekelart som beskrevs av Nixon 1957. Aclista folia ingår i släktet Aclista, och familjen hyllhornsteklar. Arten är reproducerande i Sverige.